# 1. deild karla 2005
Mùa giải 2005 của 1. deild karla là mùa giải thứ 51 của bóng đá hạng hai ở Iceland.

## Bảng xếp hạng
| Vị thứ | Đội         | Số trận | Thắng | Hòa | Thua | Bàn thắng | Bàn thua | Hiệu số | Điểm | Ghi chú                     |
| ------ | ----------- | ------- | ----- | --- | ---- | --------- | -------- | ------- | ---- | --------------------------- |
| 1      | Breiðablik  | 18      | 13    | 5   | 0    | 32        | 13       | +19     | 44   | Thăng hạng Úrvalsdeild 2006 |
| 2      | Víkingur R. | 18      | 10    | 7   | 1    | 41        | 9        | +32     | 37   | Thăng hạng Úrvalsdeild 2006 |
| 3      | KA          | 18      | 10    | 4   | 4    | 40        | 20       | +20     | 34   |                             |
| 4      | Fjölnir     | 18      | 7     | 1   | 10   | 29        | 34       | -5      | 22   |                             |
| 5      | Víkingur Ó. | 18      | 6     | 4   | 8    | 15        | 30       | -15     | 22   |                             |
| 6      | Þór A.      | 18      | 6     | 3   | 9    | 25        | 34       | -9      | 21   |                             |
| 7      | HK          | 18      | 4     | 8   | 6    | 18        | 21       | -3      | 20   |                             |
| 8      | Haukar      | 18      | 4     | 5   | 9    | 23        | 33       | -10     | 17   |                             |
| 9      | Völsungur   | 18      | 4     | 4   | 10   | 17        | 25       | -8      | 16   | Xuống hạng 2. deild 2006    |
| 10     | KS          | 18      | 2     | 7   | 9    | 14        | 35       | -21     | 13   | Xuống hạng 2. deild 2006    |

## Danh sách ghi bàn
| Cầu thủ              | Số bàn thắng | Đội bóng    |
| -------------------- | ------------ | ----------- |
| Jóhann Þórhallsson   | 11           | KA          |
| Atli Guðnason        | 10           | Fjölnir     |
| Pálmi Rafn Pálmason  | 10           | KA          |
| Tómas Leifsson       | 8            | Fjölnir     |
| Hilmar Rafn Emilsson | 7            | Haukar      |
| Guðjón Baldvinsson   | 7            | Stjarnan    |
| Hreinn Hringsson     | 7            | KA          |
| Andri Valur Ívarsson | 7            | Völsungur   |
| Olgeir Sigurgeirsson | 6            | Breiðablik  |
| Pétur Georg Markan   | 6            | Fjölnir     |
| Daníel Hjaltason     | 6            | Víkingur R. |
| Davíð Þór Rúnarsson  | 6            | Víkingur R. |
| Jón Guðbrandsson     | 6            | Víkingur R. |